# Physocleora inangulata
Physocleora inangulata är en fjärilsart som beskrevs av Paul Dognin 1916. Physocleora inangulata ingår i släktet Physocleora och familjen mätare. Inga underarter finns listade i Catalogue of Life.